# Taenarum
Taenarum ou Tainaron (en grec moderne : Ταίναρον), Taenarus ou Tainaros (Ταίναρος) était une ville antique de Laconie située à la distance de 40 stades, ou 8 km, au nord de l'isthme de la péninsule de Ténare (aujourd'hui cap Ténare). Une caverne près de Tenarus était considérée comme l'entrée des Enfers, à travers laquelle Héraclès traîna Cerbère dans son 12e travail, et aussi à travers laquelle Orphée ramena Eurydice parmi les vivants. À cause de cette association, le monde infernal était souvent appelé « Tenarus » parmi les écrivains classiques.
Taenarum était célèbre pour un marbre vert très prisé dans le monde antique, ainsi que pour un marbre précieux (latin : Marmor Taenarium) aux veines rouges et noires. 
Taenarum était aussi un évêché historique. Bien que n'étant plus aujourd'hui un siège résident, Taenarum demeure un siège titulaire, suffragant de Corinthe, dans l'Église catholique romaine.

## Source
- (en) Cet article est partiellement ou en totalité issu de l’article de Wikipédia en anglais intitulé « Taenarum (town) » (voir la liste des auteurs).